# Drausio Aparecido Villas Boas Rangel
Drausio Rangel (4 de julho de 1935) é um advogado, palestrante e consultor brasileiro.